# La Peña (Nogales)
La Peña es una localidad de la Comuna de Nogales, dentro de la Región de Valparaíso, se encuentra localizada a 3,4 km de Nogales (La ciudad más cercana), al igual que es orillada por la Quebrada Zamorano y cercana al Estero Los Litres, además, es conectada por la Ruta F-301-E o más conocido como (Camino La Peña). Cuenta con una población de 455 habitantes según el Instituto Nacional de Estadísticas y es considerada como un poblado.

## Historia
La Peña fue fundada entre los alrededores de Nogales, uno de sus mayores actividades económicas era la agricultura, además, el nombre de la localidad fue influenciado por la Iglesia La Peña.

## Antecedentes
Las cosas reconocidas fundadas dentro de La Peña se pueden considerar su escuela rural con el nombre homónimo de la localidad, siendo la única institución rural de la comuna de Nogales, su iglesia, donde deriva el nombre del poblado.

## Geografía e Ubicación
La Geografía de La Peña está compuesta por un clima semitemplado con presencia de lluvias invernales, ayudado por la ubicación cercana al Estero Los Litres. Sus suelos en cambio son de uso agrícola y con algunos bosques nativos, mientras que la erosión de los suelos son leves.
La Peña está ubicada a 3,4 km de Nogales (Ciudad más cercana), a 51,9 km de la Conurbación del Gran Valparaíso (Capital Regional) y a 85 km de Santiago de Chile. Es conectada por la Ruta F-301-E terminando en Nogales, por la Ruta F-317 culminando en Artificio (La Calera), y por la Ruta F-121 finalizando en El Melón (Nogales).

## Administración
La Peña es considerada como un distrito censal, al igual que El Cobre, Pucalán y El Melón. Es administrado por su comunidad como por la Municipalidad de Nogales.